# 3 Doors Down (album)
3 Doors Down is een album van de Amerikaanse band 3 Doors Down, dat uitkwam op 20 mei 2008. "It's Not My Time" was de eerste single van het album en verscheen in februari 2008. Het nummer "Citizen/Soldier" is opgedragen aan de National Guard.

## Nummers
1. "Train" - 3:10
2. "Citizen/Soldier" - 3:52
3. "It's Not My Time" - 4:01
4. "Let Me Be Myself" - 3:48
5. "Pages" - 3:47
6. "It's the Only One You've Got" - 4:23
7. "Give It to Me" - 3:21
8. "These Days" - 3:39
9. "Your Arms Feel Like Home" - 3:44
10. "Runaway" - 3:24
11. "When It's Over" - 4:18
12. "She Don't Want the World" - 4:03